# 分解和弦
分解和弦，又名分散和弦，是指将一系列符合和弦原理的不同音高的音，不同时地演奏，因此又名拆分和弦。

## 发展历史
19世纪以后，分解和弦在欧洲古典乐的应用变得极为普遍。